# Jesup (Iowa)
Jesup é uma cidade localizada no estado americano de Iowa, no Condado de Black Hawk e Condado de Buchanan.

## Demografia
Segundo o censo americano de 2000, a sua população era de 2212 habitantes.
Em 2006, foi estimada uma população de 2377, um aumento de 165 (7.5%).

## Geografia
De acordo com o United States Census Bureau tem uma área de
4,3 km², dos quais 4,3 km² cobertos por terra e 0,0 km² cobertos por água. Jesup localiza-se a aproximadamente 272 m acima do nível do mar.

## Localidades na vizinhança
O diagrama seguinte representa as localidades num raio de 16 km ao redor de Jesup.